# Vitali Popov
Vitali Popov (en ruso: Виталий Попов; 29 de junio de 1996) es un deportista ruso que compitió en tiro con arco, en la modalidad de arco recurvo. Ganó dos medallas de oro en el Campeonato Europeo de Tiro con Arco al Aire Libre, en los años 2016 y 2018, ambas en la prueba por equipo.

## Palmarés internacional
| Campeonato Europeo al Aire Libre | Campeonato Europeo al Aire Libre | Campeonato Europeo al Aire Libre | Campeonato Europeo al Aire Libre |
| Año                              | Lugar                            | Medalla                          | Prueba                           |
| -------------------------------- | -------------------------------- | -------------------------------- | -------------------------------- |
| 2016                             | Nottingham (Reino Unido)         | Medalla de oro                   | Equipo                           |
| 2018                             | Legnica (Polonia)                | Medalla de oro                   | Equipo                           |